# 작의
작의(作意)에는 2가지 뜻이 있다.
첫 번째는 문자 그대로는 '뜻한 바[意]를 지음[作]' 또는 '마음먹은 것[意]을 행함[作]'을 뜻하는데, 무언가를 결심하고 실행하는 것을 의미한다. 두 번째는 경각(警覺)을 의미한다.
첫 번째의 경우, 예를 들어, 무상천(無想天)이 번뇌를 벗어난 해탈의 경지라고 보아 번뇌에 속박된 현재 상태를 벗어나 무상천의 경지에 도달하려는 생각, 의도 또는 의지를 가지는 것을 '무상천에 대해 출리상을 일으킨다[於無想天起出離想]'고 표현하는데, 이러한 생각, 의도 또는 의지를 일으키고 그에 따라 그것을 실현시킬 수 있는 방편(수단 또는 수행)을 행하는 것을 출리상을 작의[出離想作意]한다라고 표현한다. 여기서, 무상천의 경지에 도달하기 위해 닦는 모든 방편(특히, 선정)을 통칭하여 무상정(無想定)이라 이름한다. 한편, 모든 번뇌를 벗어나 마음이 적정의 상태에 있는 멸진(滅盡)의 상태에 도달하려는 생각, 의도 또는 의지를 가지고 그에 따라 그것을 실현시킬 수 있는 방편을 행하는 것을 지식상을 작의[止息想作意]한다라고 표현하거나 식상을 작의[息想作意]한다라고 표현한다. 그리고 멸진의 경지에 도달하기 위해 닦는 모든 방편(특히, 선정)을 통칭하여 멸진정(無想定)이라 이름한다.
이 문서의 이하의 내용은 두 번째의 경각(警覺)의 의미로서의 작의(作意, 산스크리트어: manasikara, 팔리어: manasikara, 영어: attention, ego-centric demanding)에 대해 다룬다. 작의는 다음의 분류, 그룹 또는 체계의 한 요소이다.
- 부파불교의 설일체유부의 5위 75법에서 심소법(心所法: 46가지) 중 대지법(大地法: 10가지) 가운데 하나이다.[9][10][11]

- 대승불교의 유식유가행파와 법상종의 5위 100법에서 심소법(心所法: 51가지) 중 변행심소(遍行心所: 5가지) 가운데 하나이다.[12][13][14]

작의(作意)는 유의(留意)라고도 하는데, 마음(6식 또는 8식, 즉 심왕, 즉 심법)으로 하여금 경각(警覺: 정신을 가다듬어 경계함, 정신을 차리고 주의 깊게 살피어 경계함)하게 하여서 인식대상[所緣境]에 주의(注意: 관심을 집중하여 기울임)하게 하는 마음작용이다.
작의(作意)가 대지법 또는 변행심소에 속한다는 것은 작의가 없이는 인식대상에 대한 경험이 불완전해진다는 것을 의미한다. 작의가 없으면 인식대상에 관심을 두거나 인식대상을 경험 가운데 계속 유지하는 것이 불가능하게 되고 이렇게 되면 그 인식대상을 제대로 경험할 수 없게 된다. 즉 그 인식대상을 제대로 향유(享有)할 수 없으며 또한 그 인식대상에 대한 제대로 된 경험적 지식을 얻을 수 없게 된다.

## 정의

### 부파불교
부파불교의 설일체유부의 교학을 비판적으로 집대성한 《구사론》에 따르면, 작의(作意)는 마음(6식, 즉 심왕, 즉 심법)으로 하여금 경각(警覺: 정신을 가다듬어 경계함, 정신을 차리고 주의 깊게 살피어 경계함)하게 하는 마음작용이다.
作意謂能令心警覺。

작의(作意)란 이를테면 능히 마음으로 하여금 경각(警覺)하게 하는 것을 말한다.
— 《구사론》, 제4권. 한문본 & 한글본

즉, 작의(作意)는 마음(6식, 즉 심왕, 즉 심법)을 경각(警覺)시키고 마음의 주의(注意)를 일깨우는 마음작용으로, 마음을 자극하고 일깨워 인식대상[所緣境]에 유의(留意)하게 즉 관심을 기울이게 한다.

### 대승불교
《성유식론》에 따르면, 작의(作意)는 마음(8식, 즉 심왕, 즉 심법)으로 하여금 경각(警覺: 정신을 가다듬어 경계함, 정신을 차리고 주의 깊게 살피어 경계함)하게 하는 것을 본질적 성질[性]로 하고, 마음을 인식대상[所緣境] 쪽으로 이끄는 것을 그 작용[業]으로 하는 마음작용이다.
作意謂能警心為性。於所緣境引心為業。

'작의(作意)심소'는 능히 심왕을 경각(警覺)시키는 것을 체성으로 하고, 인식대상[所緣境] 쪽으로 심왕을 이끄는 것을 업으로 한다.
— 《성유식론》, 제3권. 한문본 & 한글본

한편, 미륵과 더불어 유식학의 시조 또는 주창자라고 할 수 있는 무착은 《대승아비달마집론》 에서, 작의(作意)는 마음(8식, 즉 심왕, 즉 심법)을 발동(發動)시키는 것을 그 본질적 성질[體]로 하고, 인식대상[所緣境]에 마음을 유지[持]시키는 것을 그 본질적 작용[業]으로 한다고 말하고 있다.
何等作意。謂發動心為體。於所緣境持心為業。

작의(作意)란 무엇인가? 심왕을 발동(發動)시키는 것을 체성으로 하고, 인식대상[所緣境]에 심왕을 유지[持]시키는 것을 업으로 한다.
— 《대승아비달마집론》, 제1권. 한문본

즉, 작의(作意)라는 명칭은 이 마음작용이 인연이 갖추어져 마주하게 된 인식대상에 합당하게 일어나야 할 마음(8식, 즉 심왕, 즉 심법)의 종자(種子, bīja)를 경각(警覺)시킨 후 해당 종자를 이끌어서 해당 인식대상으로 나아가게 하기 때문에 붙여진 이름이다.
작의(作意)는 아뢰야식(阿賴耶識)에 있는 종자(種子, bīja)로부터 생겨나는 마음작용으로, 마음(8식, 즉 심왕, 즉 심법)에 의해 일어나 마음과 함께 전변(轉變)하고 현행(現行)하여 인식대상과 상응(相應)하는 마음작용이다. 그리고 이 작의(作意)의 마음작용의 본질적 성질은 마음을 움직[發動, 警覺]이는 것이며 본질적 작용은 마음을 해당 인식대상으로 이끄는 것으로, 그 결과 마음과 더불어 동일한 인식대상을 반연(攀緣)한다. 즉, 마음과 작의(作意)의 마음작용이 동일한 인식대상을 각자의 활동의 조건[緣] 또는 대상으로 삼게 되며, 이를 바탕으로 마음은 새로운 선, 불선 또는 무기의 업을 낳는 이후의 활동[行]을 펼치게 된다.

## 성질·작용: 경각
유식학에 따르면, 작의(作意)의 본질적인 성질은 마음(8식, 즉 심왕, 즉 심법)으로 하여금 경각(警覺: 정신을 가다듬어 경계함, 정신을 차리고 주의 깊게 살피어 경계함)하게 하는 것이다. 그리고, 작의(作意)에 말할 때면 주로 마음(8식, 즉 심왕, 즉 심법)에 대해서 경각시키는 것으로 말하지만, 사실 작의는 다른 마음작용(심소법)도 경각시키는 작용을 한다. 다만, 마음이 주체이기 때문에 주로 마음에 대해 말하는 것이다.
경각(警覺)은 다시 종자경각(種子警覺)과 현행경각(現行警覺)으로 나뉜다. 종자경각(種子警覺)은 작의(作意)의 종자가 다른 마음(8식, 즉 심왕, 즉 심법)과 마음작용의 종자를 경각시켜 현행(現行)하게 하는 것을 말한다. 현행경각(現行警覺)은 종자경각에 의해 현행하는 상태가 된 다른 마음(8식, 즉 심왕, 즉 심법)과 마음작용을 하여금 인식대상[所緣境, 마음과 마음작용의 대상]에게로 나아가게 하는 것을 말한다.
달리 말하면, 종자경각은 작의(作意)의 본질적 성질[性, 性用]이고, 현행경각은 작의(作意)의 본질적 작용[業, 業用]이다. 작의(作意)는 종자경각을 통해 다른 마음(8식, 즉 심왕, 즉 심법)과 마음작용의 종자를 경각시켜 현행하게 하고, 현행경각을 통해 현행하는 마음과 마음작용으로 하여금 인식대상에 나아가게 한다. 즉, 작의(作意)는 종자경각을 통해 종자 상태의 마음과 마음작용을 각성시키고, 현행경각을 통해, 각성된 마음과 마음작용으로 하여금 인식대상에 관심을 두게 하고 또한 관심을 계속 유지하게 하는 마음작용이다.

## 같이 보기
- 마음작용

## 참고 문헌
- 곽철환 (2003). 《시공 불교사전》. 시공사 / 네이버 지식백과. |title=에 외부 링크가 있음 (도움말)
- 권오민 (2003). 《아비달마불교》. 민족사.
- 무착 지음, 현장 한역 (K.571, T.1602). 《현양성교론》. 한글대장경 검색시스템 - 전자불전연구소 / 동국역경원. K.571(16-1), T.1602(31-480). |title=에 외부 링크가 있음 (도움말)
- 무착 지음, 현장 한역, 이한정 번역 (K.572, T.1605). 《대승아비달마집론》. 한글대장경 검색시스템 - 전자불전연구소 / 동국역경원. K.572(16-157), T.1605(31-663). |title=에 외부 링크가 있음 (도움말)
- 세우 지음, 현장 한역, 송성수 번역 (K.949, T.1542). 《아비달마품류족론》. 한글대장경 검색시스템 - 전자불전연구소 / 동국역경원. K.949(25-149), T.1542(26-692). |title=에 외부 링크가 있음 (도움말)
- 세친 지음, 현장 한역, 권오민 번역 (K.955, T.1558). 《아비달마구사론》. 한글대장경 검색시스템 - 전자불전연구소 / 동국역경원. K.955(27-453), T.1558(29-1). |title=에 외부 링크가 있음 (도움말)
- 안혜 지음, 현장 한역, 이한정 번역 (K.576, T.1605). 《대승아비달마잡집론》. 한글대장경 검색시스템 - 전자불전연구소 / 동국역경원. K.576(16-228), T.1606(31-694). |title=에 외부 링크가 있음 (도움말)
- 운허.  동국역경원 편집, 편집. 《불교 사전》. |title=에 외부 링크가 있음 (도움말)
- 중현 지음, 현장 한역, 권오민 번역 (K.957, T.1563). 《아비달마장현종론》. 한글대장경 검색시스템 - 전자불전연구소 / 동국역경원. K.957(28-1), T.1563(29-777). |title=에 외부 링크가 있음 (도움말)
- 호법 등 지음, 현장 한역, 김묘주 번역 (K.614, T.1585). 《성유식론》. 한글대장경 검색시스템 - 전자불전연구소 / 동국역경원. K.614(17-510), T.1585(31-1). |title=에 외부 링크가 있음 (도움말)
- 황욱 (1999). 《무착[Asaṅga]의 유식학설 연구》. 동국대학원 불교학과 박사학위논문.
- (영어) Guenther, Herbert V. &  Leslie S. Kawamura (1975). 《Mind in Buddhist Psychology: A Translation of Ye-shes rgyal-mtshan's "The Necklace of Clear Understanding"》 Kile판. Dharma Publishing.
- (중국어) 무착 조, 현장 한역 (T.1602). 《현양성교론(顯揚聖敎論)》. 대정신수대장경. T31, No. 1602, CBETA. |title=에 외부 링크가 있음 (도움말)
- (중국어) 무착 조, 현장 한역 (T.1605). 《대승아비달마집론(大乘阿毘達磨集論)》. 대정신수대장경. T31, No. 1605, CBETA. |title=에 외부 링크가 있음 (도움말)
- (중국어) 星雲. 《佛光大辭典(불광대사전)》 3판. |title=에 외부 링크가 있음 (도움말)
- (중국어) 세우 조, 현장 한역 (T.1542). 《아비달마품류족론(阿毘達磨品類足論)》. 대정신수대장경. T26, No. 1542, CBETA. |title=에 외부 링크가 있음 (도움말)
- (중국어) 세친 조, 현장 한역 (T.1558). 《아비달마구사론(阿毘達磨俱舍論)》. 대정신수대장경. T29, No. 1558, CBETA. |title=에 외부 링크가 있음 (도움말)
- (중국어) 안혜 조, 현장 한역 (T.1606). 《대승아비달마잡집론(大乘阿毘達磨雜集論)》. 대정신수대장경. T31, No. 1606, CBETA. |title=에 외부 링크가 있음 (도움말)
- (중국어) 중현 조, 현장 한역 (T.1563). 《아비달마장현종론(阿毘達磨藏顯宗論)》. 대정신수대장경. T29, No. 1563, CBETA. |title=에 외부 링크가 있음 (도움말)
- (중국어) 호법 등 지음, 현장 한역 (T.1585). 《성유식론(成唯識論)》. 대정신수대장경. T31, No. 1585, CBETA. |title=에 외부 링크가 있음 (도움말)